# Sofia Velikaia
Sofia Alexandrovna Velikaia (em russo:  Софья Александровна Великая; Almati, 8 de junho de 1985) é uma esgrimista russa, campeã olímpica

## Carreira

### Londres 2012
Conquistou uma medalha de prata nos Jogos de Olímpicos de Londres de 2012, na competição do sabre individual.

### Rio 2016
Velikaia representou seu país nos Jogos Olímpicos de Verão de 2016, no sabre. Conseguiu a medalha de prata no sabre individual.
Ela voltou a participar no sabre por equipes conquistando a medalha de ouro no sabre equipes, com Yana Egorian, Ekaterina Dyachenko e Yuliya Gavrilova. 